# MPE
MPEは、1980年代のヒューレット・パッカード社製ミニコンピュータのオペレーティングシステムの名称である。
MPEはHP3000ファミリ上で動作した。
HP3000は当初HP製CISC CPU を使用していたが、後にPA-RISCに移行した。
その際にOSの名称はMPE/iXと変更されUNIXとの相互運用性を示した。
製品シリーズはすでに販売しておらず、メンテナンスのみを行っているが、それも数年のうちに終了すると見られている。
ユーザ数は対抗していたOS/400やVMSよりもずっと少ない。